# Шомодьи, Ласло
Ла́сло Шо́модьи (венг. Somogyi László; 25 июня 1907, Будапешт — 20 мая 1988, Женева) — венгерский дирижёр, композитор и педагог.
Учился в Будапеште у Золтана Кодаи, а также в 1935 г. в Брюсселе у Германа Шерхена. В 1945—1952 гг. руководил Венгерским государственным симфоническим оркестром (первоначально, короткое время, совместно с Ференцем Фричаи). В 1952 г. в результате своеобразной рокировки возглавил Симфонический оркестр Венгерского радио (тогда как Янош Ференчик перешёл во встречном направлении). После Венгерских событий 1956 г. покинул страну, работал в Европе и США, в 1964—1968 гг. возглавлял, в частности, Рочестерский филармонический оркестр.